# Ардени
Ардени (фр. l’Ardenne, les Ardennes, од келтског Arduenna - узвишење) су планине на југоистоку Белгије и Луксембургу, док рубним деловима припадају Немачкој (област Ајфел) и Француској (департман Ардени). 
Ардени су област старих, еродираних планина и шумовитих брда. Кроз ову област протичу реке Мозел, Самбр и Меза, које теку ка долини Рајне, односно равницама Холандије. Највиши врх Ардена је на 652 метара надморске висине, док је средња висина 550 метара. 
Област Ардена је слабо насељена. Једина два већа града (више од 50.000 становника) су Вервје у Белгији и Шарлвил Мезијер у Француској. 
Иако се ова планинска област сматрала неповољном за војне продоре, овуда се немачка војска брзо пребацила у нападу на Француску у оба светска рата. У овој области се одиграла битка с краја Другог светског рата, позната као Битка у Арденима. То је била последња немачка већа контраофанзива у овом рату. Трајала је од децембра 1944. до јануара 1945. и завршила се победом савезничких трупа. 

## Геологија
Ардени су остаци планинског венца насталог током херцинске орогенезе; њима сличне формације на територији Француске су Арморички масив, Централни масив и Вогези. У унутрашњости нижих делова оваквих планинских остатака често се јавља угаљ, уз гвожђе, цинк и остале метале у дубљим слојевима Земље. Ова геолошка чињеница објашњава највећи део географије и историје Валоније. Северно и западно од Ардена леже долине река Самбре и Мезе, које формирају лук који пролази кроз најиндустријализованије провинције Валоније, на пример провинцију Ено, дуж реке Ен; Шарлроа дуж реке Самбре; покрајине Лијеж дуж реке Мезе.
Регион је издигнут услед процеса у Земљином омотачу током последњих неколико стотина хиљада година, што је уочено у односу на садашње надморске висине старих речних тераса.
Овај геолошки регион важан је за историју Валоније јер су Ардени у основи развоја економије, историје и географије Валоније. Валонија је представљена широким спектром стена различите старости. Неке међународно признате геолошке фазе дефинисане су на основу налазишта стена лоцираних у Валонији: нпр. Франиј, Фамениј, Турнej, Визеј, Динант и Намириј. Осим стена Турнеја, све остале стене налазе се у геолошком подручју Ардена.